# Parnassius corybas
Parnassius corybas (лат.) — вид чешуекрылых насекомых рода парнассиусов (Parnassius) семейства бабочек-парусников (Papilionidae).

## Замечания по систематике
Parnassius corybas ранее был общеизвестен под названием Parnassius phoebus (Fabricius, 1793) и под этим названием таксон фигурировал во всех отечественных работах (включая издания Красных книг), за исключением последнего каталога фауны бывшего чешуекрылых СССР (Корб, Большаков, 2011). Некоторыми авторами вид до сих пор рассматривается и приводится в старой трактовке.
Необходиомость смены названия выявилась в ходе ревизии (Hanus, Theyc, 2010).
«Papilio phoebus» был кратко описан в 1793 году датским энтомологом Иоганном Христианом Фабрицием на основании акварельного рисунка, созданного Уильямом Джонсом, и представляющим бабочку из коллекции британского энтомолога Дрю Друри, пойманную в Сибири. Образец, обозначенный как «Papilio phoebus», в действительности является таксоном, который сегодня известен как Parnassius ariadne (Lederer, 1853; типовое местонахождение: Западный Алтай, слияние рек Иртыш и Бухтарма). Образец, обозначенный как «Papilio phoebus» был пойман на Западном Алтае в 1771 году, во время экспедиции Пётра Симона Палласа в Сибирь. Сам Паллас получил бабочку от своего попутчика Никиты Соколова, который собрал ее между 15 и 25 июлем 1771 года где-то в 10-30 км восточнее Усть-Каменогорска. Альпийский «Parnassius phoebus», приводимый различными авторами начиная с 1793 года является ошибочной идентификацией и название таксона было заменено в ходе ревизии (Hanus, Theyc, 2010) самым первым доступным названием, применимым к этому таксону, а именно Parnassius corybas Fischer von Waldheim, 1823, в восстановленном статусе.
«Истинный» Parnassius phoebus является таксоном носивший до ревизии название Parnassius ariadne (Lederer, 1853), которое становится младшим субъективным синонимом Parnassius phoebus (Fabricius, 1793).
Таким образом, вид, до этого известный как Parnassius phoebus, в настоящее время носит название Parnassius corybas, а таксон, который до этого назывался Parnassius ariadne, теперь носит название Parnassius phoebus.

## Описание

### Имаго
Длина переднего крыла 25—40 мм. Размах крыльев 50—60 мм. Очень похож на аполлона (Parnassius apollo), только немного меньше размером и крылья не белого, а скорее кремового цвета. Общий фон крыла белый, слегка опылен темными чешуйками.  Внешний край передних крыльев (а у самок и задних) прозрачный. Отличительным признаком вида служат чёрно-белые усики. Кроме того, на верхних крыльях наряду со множеством чёрных пятен имеются также два красных с чёрным контуром, которые очень редко наблюдаются у аполлона. На задних крыльях расположено два красных пятна, окаймленных черным. У самок могут быть дополнительные красные с окантовкой пятна на передних и задних крыльях. Окраска самок контрастнее и насыщеннее тёмными цветами, чем у самца.

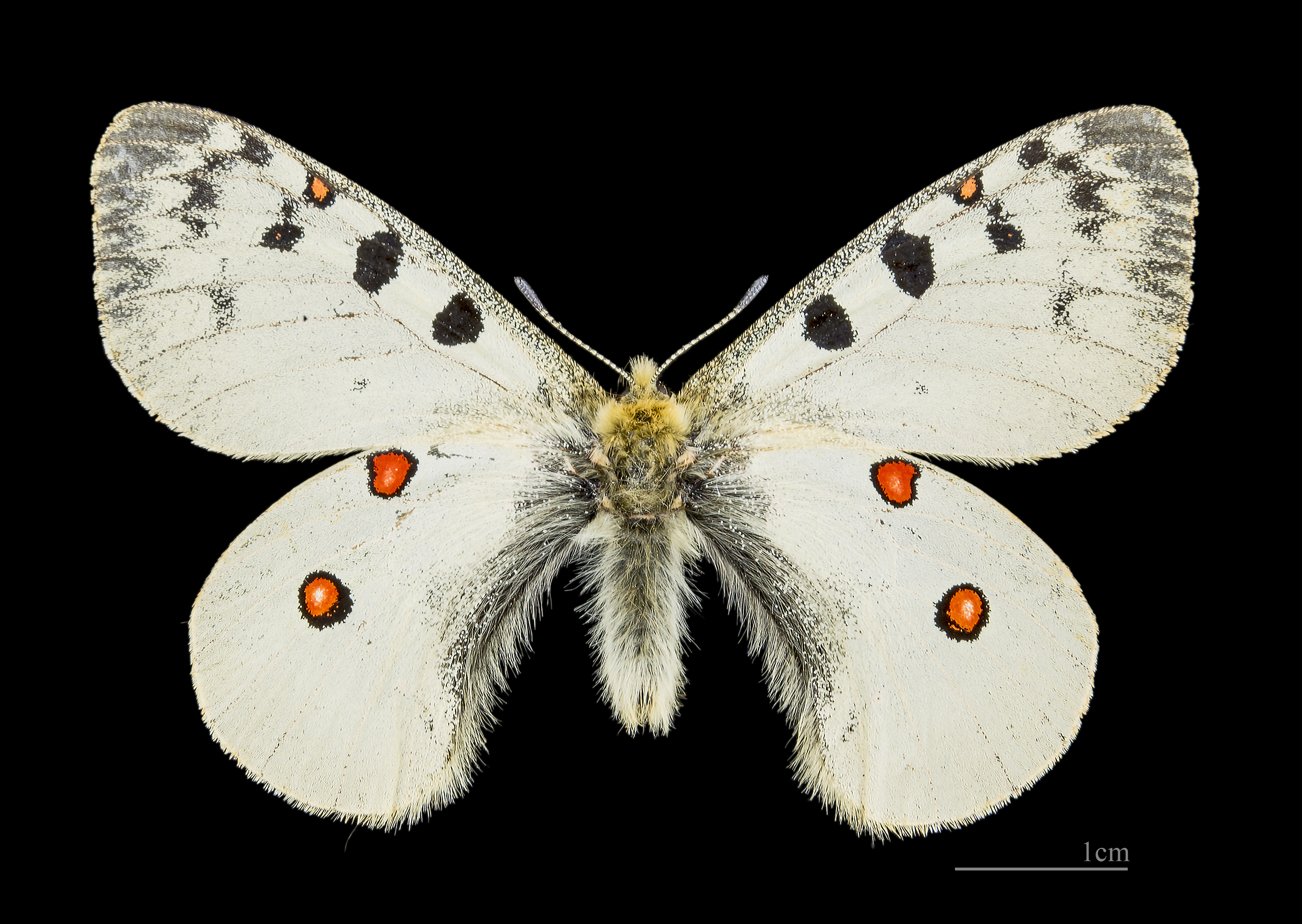
♂
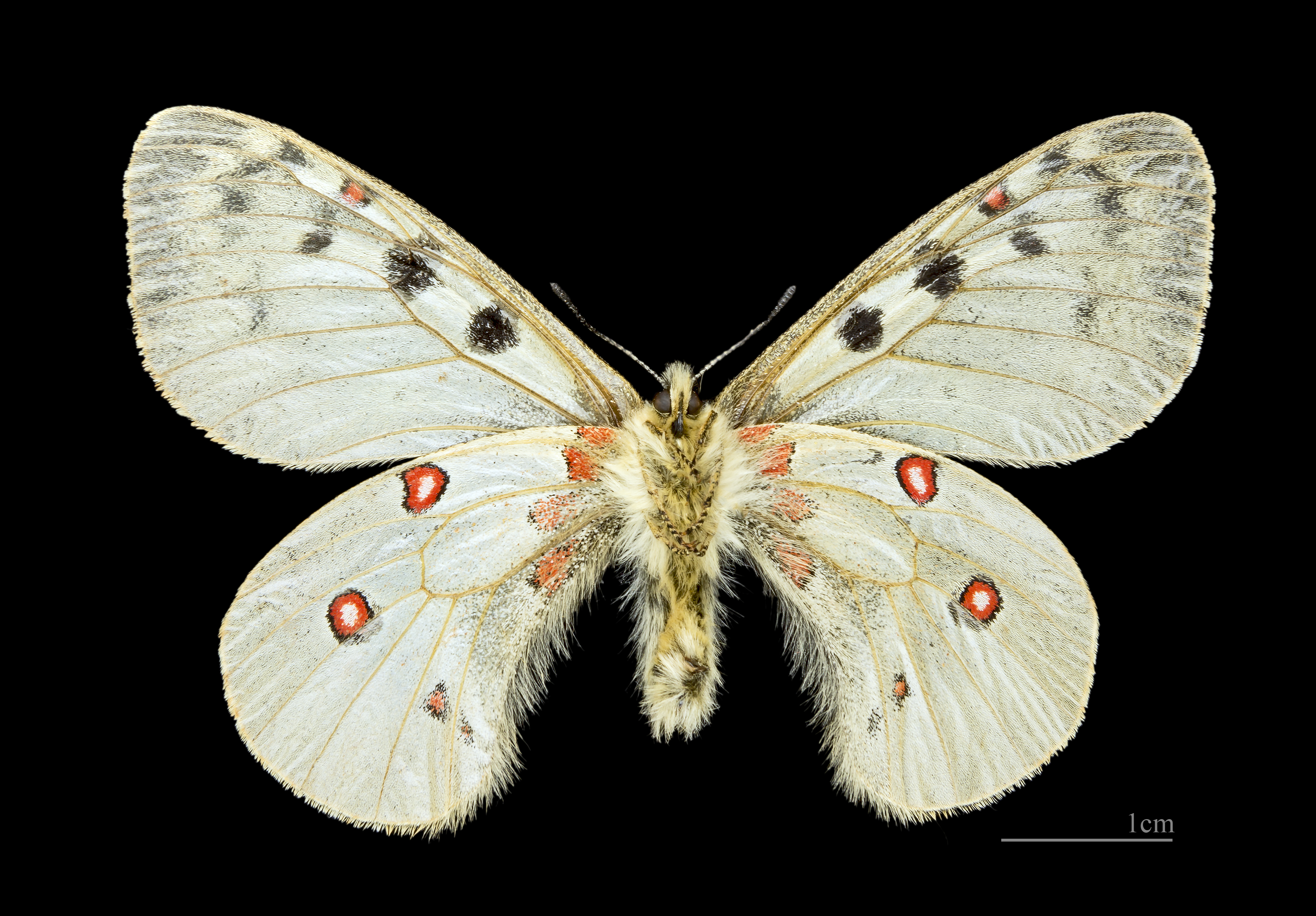
♂ △
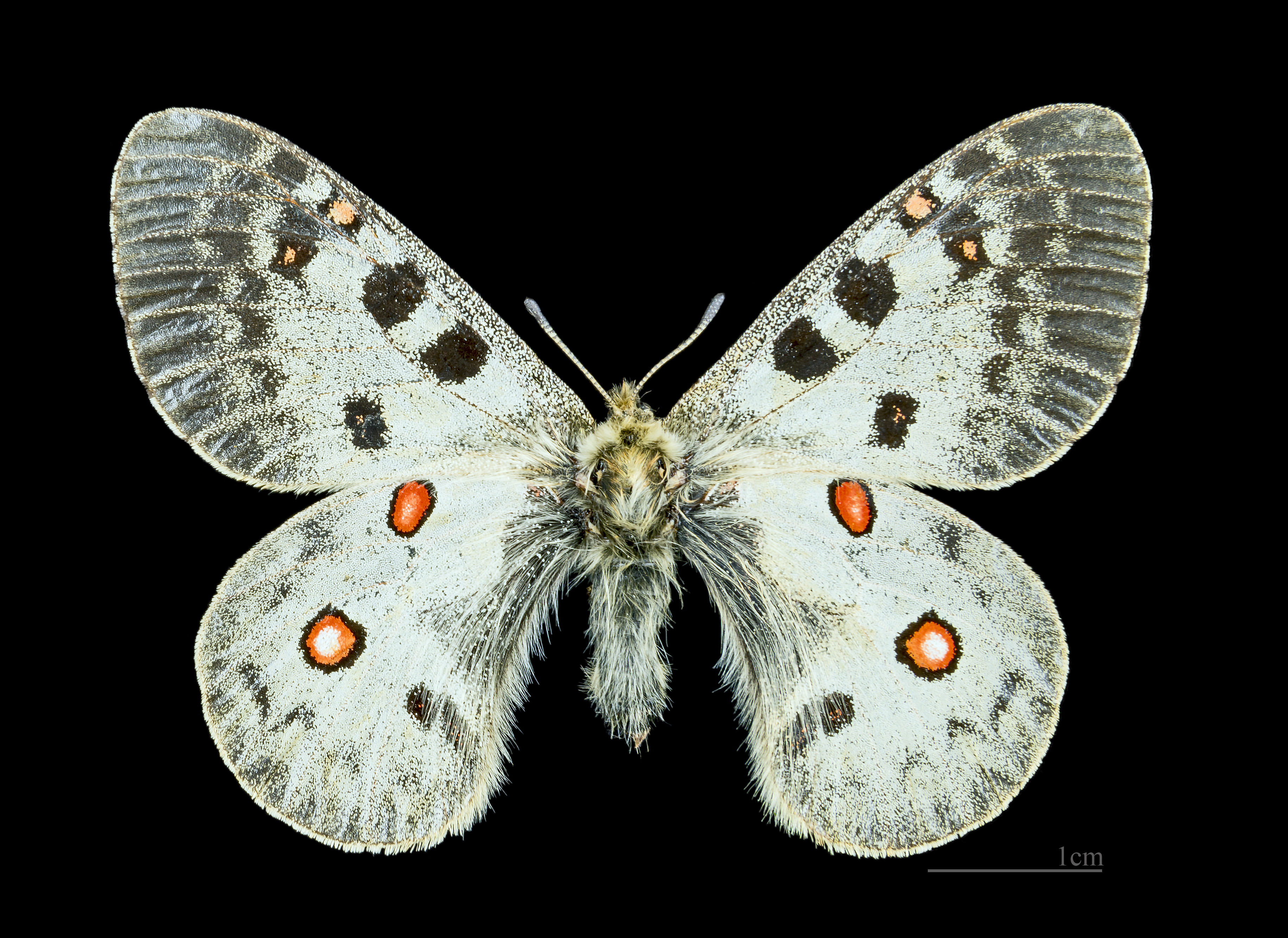
♀
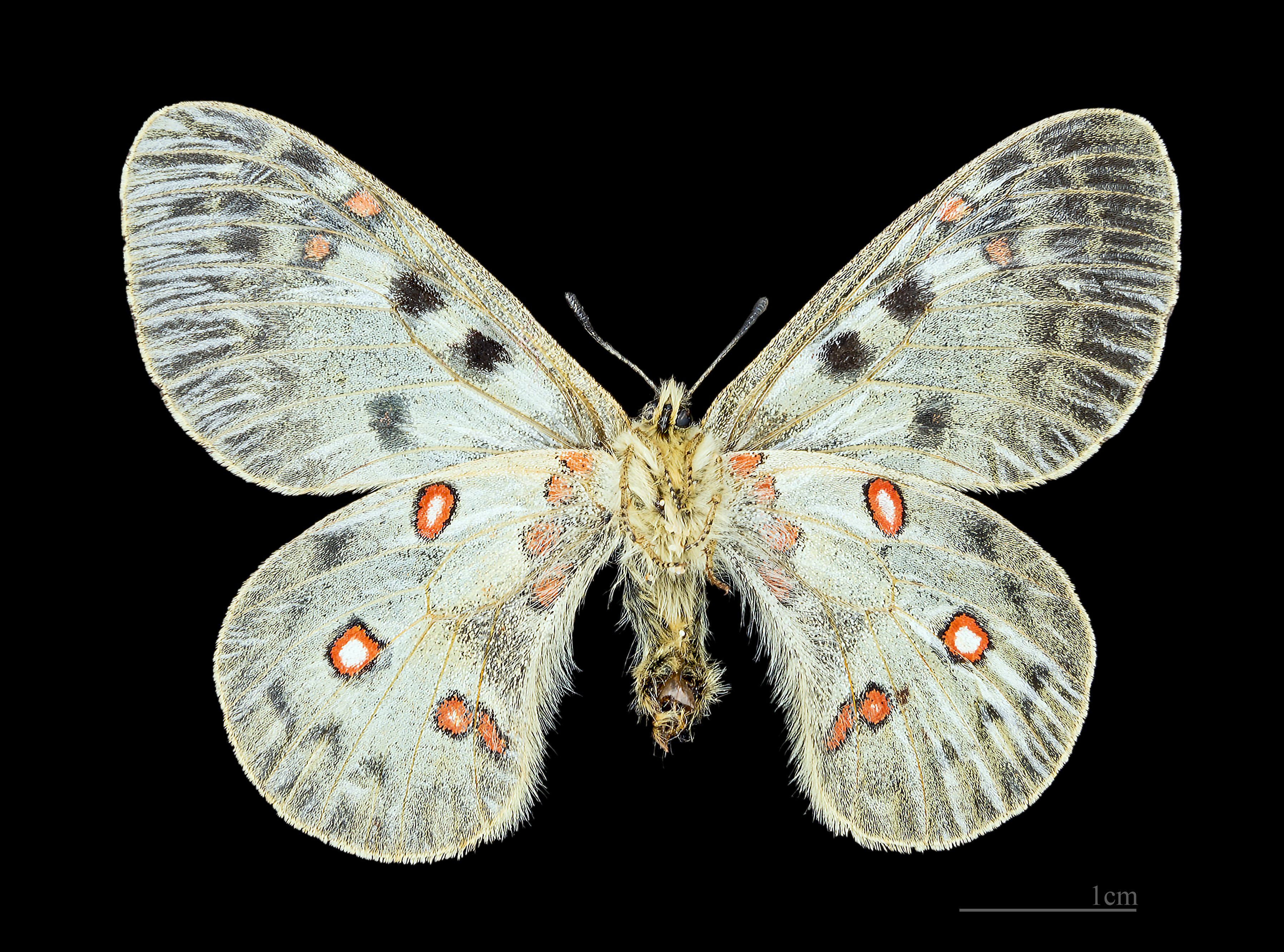
♀△

### Гусеница
Длина гусеницы достигает 48 мм. Она внешне похожа на гусеницу аполлона, также чёрного цвета, только по бокам у них не красные, а жёлтые пятна. Гусеница мнемозины очень похожа своими жёлто-оранжевыми пятнами на гусеницу данного вида, но их ареалы не перекрываются.

## Распространение
Вид распространён в Альпах на высоте от 1600 до 2800 м. над уровнем моря, на северной части Урала, в Сибири, на Дальнем Востоке, в горах Монголии и северо-западного Китая, горы Восточного Казахстана (Саур, хребты Южного Алтая), Сибири и Дальнего Востока, Чукотка, Камчатка, остров Сахалин, Приполярный Урал (национальный парк Югыд ва), Полярный Урал (гора Рай-Из, хребет Пай-Хой, окрестности станции Собь), горы Северной Америки — запад США, от Аляски до Калифорнии. Самым южным местонахождением является популяция Сысертского района Свердловской области.
На территории России встречается спорадически и образует множество локальных популяций и региональных подвидов.
В Восточном Алтае встречается на хребтах Куркуре, Шапшальском и в Джулукульской котловине. В Северном и Центральном Алтае — на Семинском, Чергинском хребтах. Катунском, Теректинском, в Юго-Восточном Алтае — на Курайском хребте и Сайлюгеме, в бассейнах рек Катунь, Чуя, Чаган-Бургазы, Алаха, Ак-кем, Северный Кураган. По Катунскому хребту обитает на высотах 1200—1800 метров, по Курайскому хребту — на высотах до 2500 м над уровнем моря.
По типу ландшафтно-зонального распределения P. corybas является ярко выраженным горным видом. Населяет мелкотравные субальпийские и альпийские луга, тундры, мелкозлаковые и мелкотравные луга на границе подгольцового и горно-тундрового пояса. Основные местообитания вида на Урале – крупнотравные, разнотравные и злаково-разнотравные луга, луговинные, ерниковые и кустарничко-моховые горные тундры. На Приполярном Урале гусеницы обнаружены у границы горно-тундрового пояса и пояса холодных гольцовых пустынь на высоте 1100–1200 м. над уровнем моря.

## Биология
Развивается в одном поколении. Время лёта бабочек: 2—3 декада июля — 1—2 декада августа. Однако его начало и продолжительность находятся в зависимости от географической широты местности, высоты горных местообитаний и погодных особенностей текущего года. Для арктических североамериканских популяций указывается факультативная двухгодичная генерация.
Бабочки летают исключительно в солнечную погоду, посещая лугово-степные растения — астра (Aster), камнеломка жестколистная (Saxifraga aizoides), молодило (Sempervivum), горец (Polygonum), козелец (Scorzonera), душица обыкновенная (Origanum vulgare), лук (Allium), скерда сибирская (Crepis sibirica) и др.
Самка кладёт яйца рядом с кормовым растением на мху или погибших частях растений, а также на земле или камнях. Редко яйца кладутся непосредственно на листья кормовых растений. Зимуют гусеницы, как правило, в яйце, они покидают его только после таяния снега. Яйца лежат одиночно на почве вблизи кормового растения гусениц, откладываются в конце июля — августе. Однако, иногда гусеницы выходят из яиц ещё до начала зимы. Гусеницы зимуют в первом возрасте (половина из них еще будучи в хорионе яйца). В конце мая — начале июня гусеницы начинают питаться, развиваются две с половиной декады или более, в зависимости от погодных условий. Окукливаются гусеницы в небольших углублениях на земле или между камнями в полупрозрачном белом плотном, но тонком коконе между мхов, опавших листьев или в гальке около кормового растения. Развитие куколки происходит около двух недель. Вероятной является зимовка части куколок.
Кормовыми растениями гусениц являются родиола (Rhodiola), очиток (Sedum), камнеломка (Saxifraga).

## Замечания по охране
Под названием Parnassius phoebus включён в Красные книги Республики Коми (2009), Ямало-Ненецкого (2010), Ханты-Мансийского (2003), Ненецкого (2006) автономных округов и Свердловской области (2008).